# Erlenau
Erlenau, niedersorbisch Wólšyna, ist ein Gemeindeteil von Bolschwitz, einem Ortsteil der Stadt Calau im brandenburgischen Landkreis Oberspreewald-Lausitz.

## Lage
Erlenau liegt in der Niederlausitz im amtlichen Siedlungsgebiet der Sorben/Wenden. Umliegende Ortschaften sind die zur Stadt Vetschau gehörenden Ortsteile Koßwig im Norden, Repten im Nordosten, Missen im Südosten und Gahlen im Südwesten, Bolschwitz im Westen sowie Kalkwitz im Nordwesten.
Knapp zwei Kilometer östlich von Erlenau verläuft die Landesstraße 525 von Vetschau nach Ogrosen. Die Kreisstraße 6624 verläuft etwa einen Kilometer westlich des Ortes. Südlich von Erlenau verläuft die Bahnstrecke Halle–Cottbus.

## Geschichte
Das Dorf Erlenau entstand im Jahr 1848 als Vorwerk von Bolschwitz.
Erlenau lag seit jeher im Königreich Preußen, wo der Ort zum Landkreis Calau gehörte. Zum 25. Juli 1952 kam Bolschwitz mit Erlenau an den Kreis Calau und lag nach der Wende im Landkreis Calau in Brandenburg. Nach der Kreisreform in Brandenburg vom 6. Dezember 1993 wurden Bolschwitz und Erlenau dem neu gebildeten Landkreis Oberspreewald-Lausitz zugeordnet. Bolschwitz wurde am 26. Oktober 2003 zusammen mit den weiteren bis dahin selbstständigen Gemeinden Groß Mehßow, Kemmen, Mlode, Saßleben und Werchow in die Stadt Calau eingemeindet.

## Nachweise
1. ↑  Auskunft des Einwohnermeldeamtes der Stadt Calau vom 18. Juni 2020.
2. ↑  Bolschwitz. In: calau.de. Stadt Calau, abgerufen am 4. Juli 2017.
3. ↑  Erlenau im Genealogischen Ortsverzeichnis. Abgerufen am 4. Juli 2017.